# حب الثلج الأبيض
حب الثلج الأبيض أو جنبة الدر الشائعة أو سمفورين شائعة (الاسم العلمي:Symphoricarpos albus) هو نوع من النباتات يتبع جنس حب الثلج من الفصيلة المعزية الورق. وهي شجيرة تتحمل الشتاءوالغبار والدخان والرياح. وتزرع من أجل ثمارها البيضاء الطرية التي تبقى حتى منتصف الشتاء. أوراقها بسيطة متقابلة كاملة الحافة وبيضية متطاولة. أماكن المفضلة لزرعها في الظل.